# Cryptoblepharus poecilopleurus
Lo scinco dagli occhi di serpente screziato, citato anche come scinco dagli occhi di serpente dell'Oceania (Cryptoblepharus poecilopleurus (Wiegmann, 1836)) è una specie di sauro della famiglia Scincidae. Si trova in tutta l'Oceania.